# Greppiner Klinker

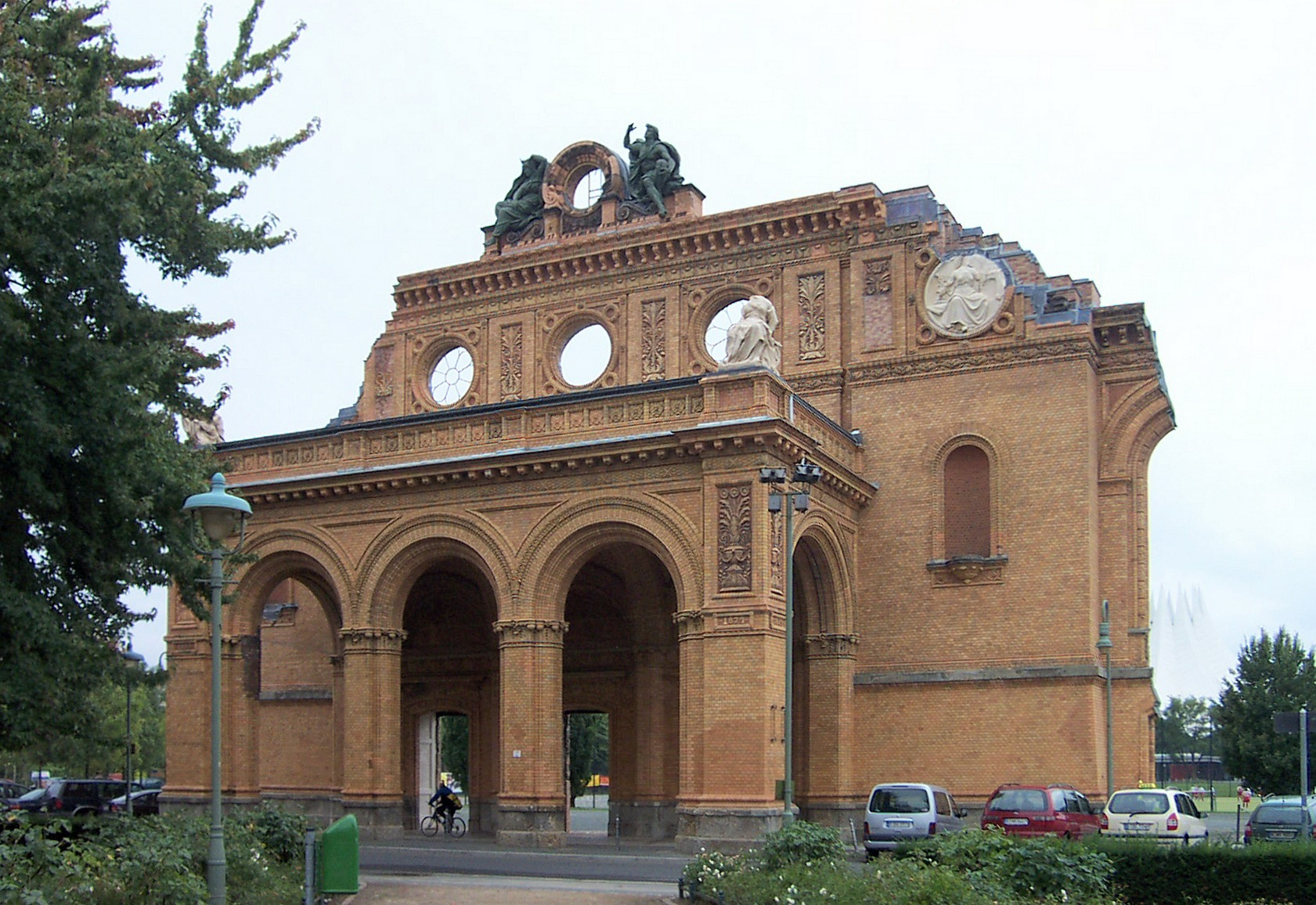
Greppiner Klinker am Fragment des Bahnhofsportikus des Berliner Anhalter Bahnhofs im Jahr 2005

Unter der Bezeichnung Greppiner Klinker (oft auch etwas unpräzise Bitterfelder Klinker) wird ein hartgebrannter gelber Ziegelstein verstanden, der im Zeitraum zwischen 1871 und 1900 oft zur Verblendung repräsentativer öffentlicher Gebäude wie Bahnhöfe und Schulen verwendet wurde.
Durch die im Vergleich zum normalen Ziegelstein deutlich höheren Temperaturen beim Brennen der Klinker wird eine geschlossene Oberfläche erzielt, die den Stein wasserundurchlässig und gleichzeitig relativ unempfindlich gegen die Ablagerung von Staub und Ruß macht. Die Klinker werden daher vorrangig für die Fassadenverblendung, zum Bau von Kanälen und Brückenpfeilern sowie für die Wegebefestigung verwendet.

## Geschichte
Im Jahr 1846 wurde bei der Suche nach Grundwasser im Raum Wolfen/Greppin bei Bitterfeld Braunkohle entdeckt, die unter einer Tonschicht lag. Zur Erschließung der Braunkohlevorkommen wurden die Tagebaue Grube Johannes Nord Nr. 6 und Grube Nr. 79 Greppin eingerichtet. Mit der Inbetriebnahme des Abzweiges von Dessau nach Bitterfeld der Berlin-Anhaltischen Eisenbahn-Gesellschaft (BAE) im Jahr 1857 erhielten die Gruben Bahnanschluss und konnte die Braunkohle leichter transportieren. 1860 konzentrierte sich der neue Grubenbesitzer Carl August Stange auf die Verarbeitung des Tons und ließ nördlich von Greppin Ziegelbrennöfen errichten.
Im Jahr 1871 wurden die Greppiner Werke A.-G. für Baubedarf und Braunkohlen (vormals Carl August Stange) mit Sitz in Berlin gegründet. Der Firmensitz befand sich auf dem Gelände des Anhalter Güterbahnhofs, zunächst an der Möckernstraße 32, ab 1874 an der Möckernstraße 52 Ecke Yorckstraße. Auf diesem Grundstück wurde ab 1905 der Zollpackhof des Anhalter Bahnhofs errichtet.
Die neue Firma modernisierte die Brennöfen durch die Umstellung auf Gasfeuerung. Nun konnten hochwertige Verblender-Steine  und Terracotta-Steine hergestellt werden. Außerdem konnten in Porzellanöfen glasierte Steine in verschiedenen Farben produziert werden.
In der Greppiner Grube wurde ein sehr hochwertiger Ton vorgefundenen: kalkfrei, eisenarm, fast reiner Kaolin, auch als Braunkohleton bezeichnet. Die Verarbeitung dieses Tons ergab Klinker mit gelber, fast lederartiger Farbe von sehr hoher Qualität, die schon sehr bald für die auszuführenden großen Bahnhofsneubauten und andere bedeutende Bauten der Gründerjahre sowie der sich anschließenden Dekade bevorzugt ausgewählt wurden.

## Verwendungsbeispiele

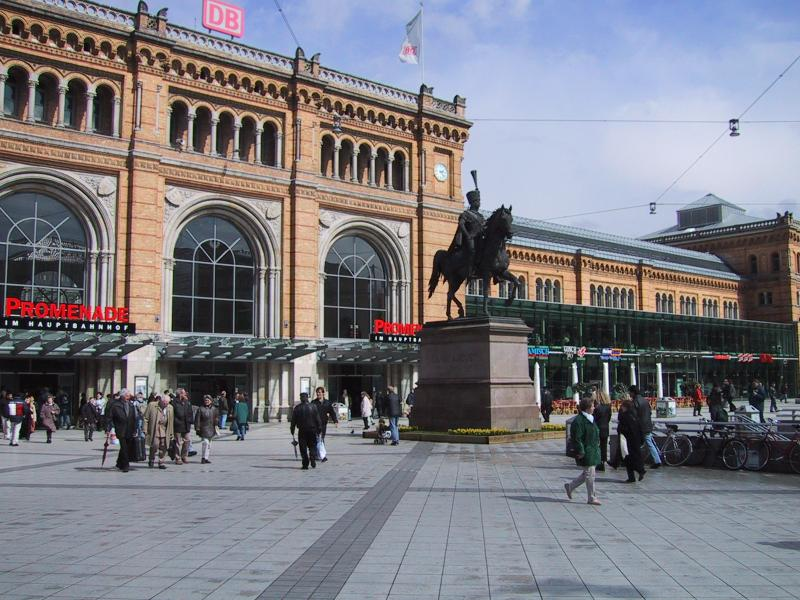
Greppiner Klinker am Empfangsgebäude des Hauptbahnhofs in Hannover

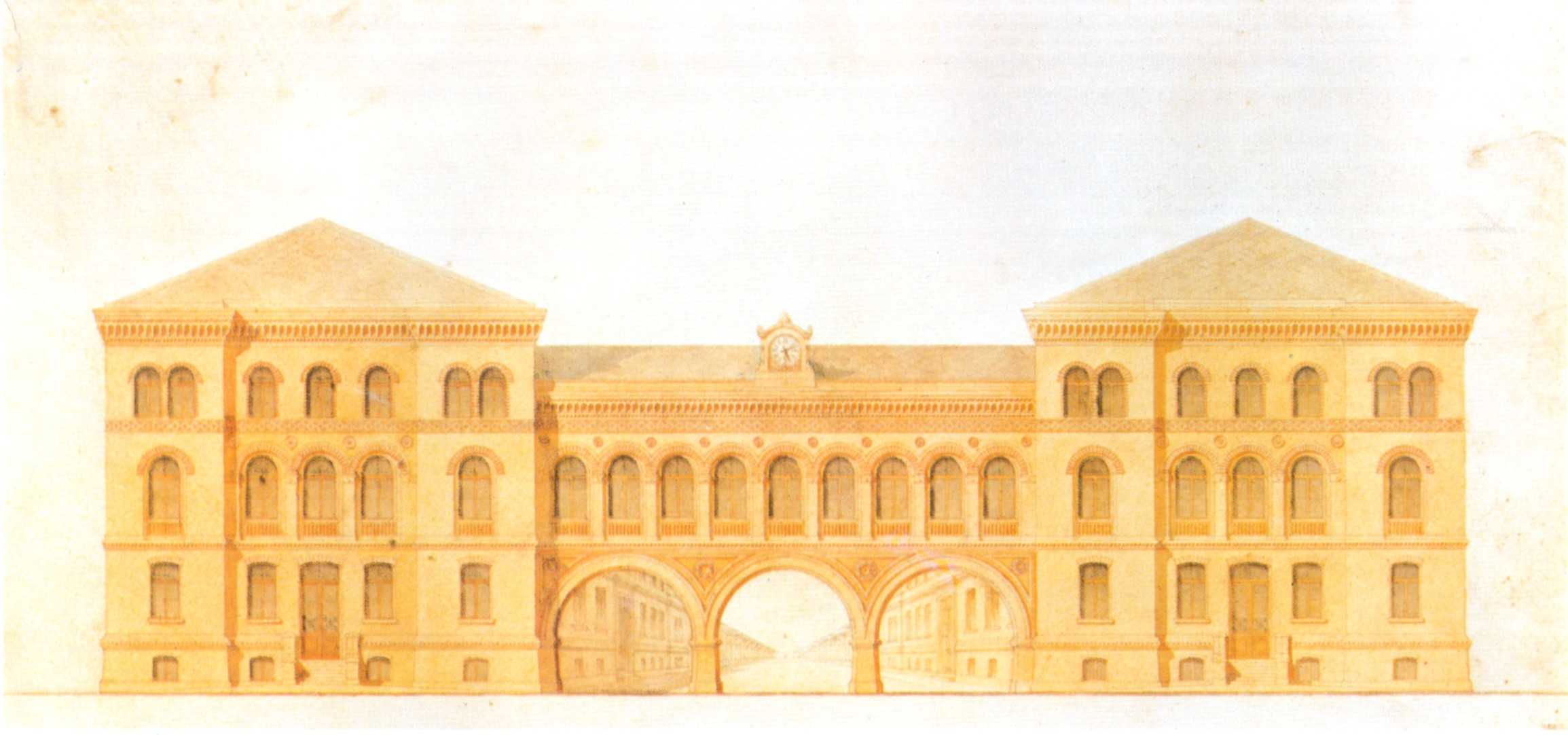
Verwaltungs- und Lagergebäude des Anhalter Güterbahnhofs mit Greppiner Klinker von Franz Schwechten

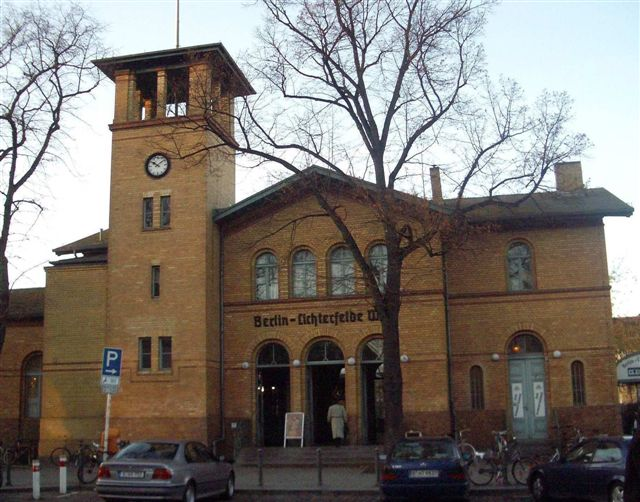
Der Bahnhof Lichterfelde West wurde mit hoher Wahrscheinlichkeit auch mit Greppiner Klinker verblendet

Die regionale Verwendung von Baustoffen orientiert sich am Transportaufwand und an den Transportmöglichkeiten. Deshalb hatten regionaltypische Bauweisen vor Einführung der Eisenbahnen meist eine nur geringe räumliche Ausbreitung. Durch die günstige Lage der Greppiner Werke an der Bahnstrecke Dessau–Bitterfeld der Berlin-Anhaltischen Bahngesellschaft (BAE) weiteten sich die Verwendungsmöglichkeiten deutlich aus. Die Greppiner Klinker wurden in den Gründerjahren bevorzugt für Bahngebäude dieser Gesellschaft, aber auch für Bahngebäude anderer Gesellschaften und andere repräsentative Bauten vorrangig im mitteldeutschen Industrierevier und im Berliner Raum verwendet. So sind derzeit folgende Bauten bekannt, die mit Greppiner Klinker verblendet wurden:
- Potsdamer Bahnhof, Berlin, 1872 (nicht mehr erhalten)
- Hanau Hauptbahnhof, 1873
- Kunstakademie Düsseldorf, Neubau nach dem Brand 1872
- Stettiner Bahnhof, Berlin, 1876 (nicht mehr erhalten)
- Dessau Hauptbahnhof der BAE, 1876
- Bahnhof Lutherstadt Wittenberg der BAE, 1878
- Universitäts- und Landesbibliothek Halle, 1878
- Ringlokschuppen und Beamtenwohnhaus des Bahnbetriebswerks des Anhalter Bahnhofs der BAE, Berlin 1874–1876, heute durch das Deutsche Technikmuseum Berlin genutzt
- Verwaltungs- und Lagergebäude auf dem Anhalter Güterbahnhof der BAE, Berlin 1876, eine Hälfte noch erhalten und durch das Deutsche Technikmuseum genutzt
- Hannover Hauptbahnhof, 1879
- Anhalter Bahnhof (Fernbahnhofshalle) der BAE, Berlin, 1880, nur noch Eingangsportikus erhalten
- Magdeburg Hauptbahnhof, 1882 (Wandflächen, für die Außenfassaden wurde Sandstein verwendet)

Gelb verklinkerte Bahngebäude, Böschungsmauern und Brückenwiderlager waren, neben den Hartungschen Säulen, den sogenannten „Gewächshaus-Überdachungen“ der Treppenzugänge und den gusseisernen Dachstützen, stilprägend für die Berliner Eisenbahnarchitektur der Jahre 1870 bis 1900.
Ob es neben den Greppiner Werken noch andere Ziegeleien gab, die vergleichbare gelbe Klinker herstellten, ist nicht bekannt. Bei folgenden exemplarisch genannten Bauten ist die Verwendung der Greppiner Klinker nicht gesichert, kann aber aufgrund der Entstehungszeit, der typischen gelben Farbgebung und des räumlichen Bezugs als sehr wahrscheinlich eingeschätzt werden:
- Bahnhof Berlin-Lichterfelde West 1872
- Widerlager und Böschungsmauern der Yorckbrücken, Berlin, 1875–1882
- S-Bahnhof Papestraße, Berlin 1901, inzwischen durch den Bahnhof Berlin Südkreuz ersetzt (der Rest des alten Uhrenturms ist am südlichen Parkdeckzugang des Neubaus angebracht worden)
- 1888 Aachener Augenheilanstalt in den Rheinlanden von Eduard Linse

## Ende der Produktion
Nach 1900 ging der Bedarf für Klinkerverblendungen mit dem veränderten Zeitgeschmack nach Einsetzen des Jugendstils spürbar zurück. Die Fertigung der Greppiner Klinker endete aufgrund des Absatzrückgangs im Jahr 1920. Die Braunkohleförderung wurde schließlich 1931 eingestellt. Im Jahr 1932 wurden die Werksanlagen demontiert.
In den Folgejahren entwickelte sich in diesem Bereich die chemische Industrie, insbesondere die Filmproduktion.

## Altlasten
In das Restloch der Tagebaugrube wurden in den folgenden Jahrzehnten in großem Umfang stark kontaminierte Abwässer, Schlämme und Abfälle der Filmfabrik Wolfen und der Kunstfaserproduktion relativ sorglos eingeleitet und abgekippt.
Aufgrund der hohen Schadstoffkonzentrationen (Schwermetalle, Schwefelwasserstoff, Schwefelkohlenstoff) und der starken Geruchsbelastung erlangte die Abwasser- und Abfalldeponie im Tagebaurestloch unter der im Volksmund entstandenen ironischen Bezeichnung „Silbersee“ überregionale Bekanntheit. Tatsächlich waren jedoch keine Silberverbindungen in die Grube eingeleitet worden, weil sie zu wertvoll waren und für die weitere Produktion in der Filmfabrik wieder aufbereitet wurden.
Nach 1990 wurde dieses sorglose Vorgehen gestoppt und eine Sanierung der stark belasteten Grube begonnen. Messungen ergaben, dass der Ausbreitungsumfang der stark giftigen Schadstoffe aufgrund der geologischen Verhältnisse (Schichtenlagen) weniger groß war als befürchtet.